# Mailach

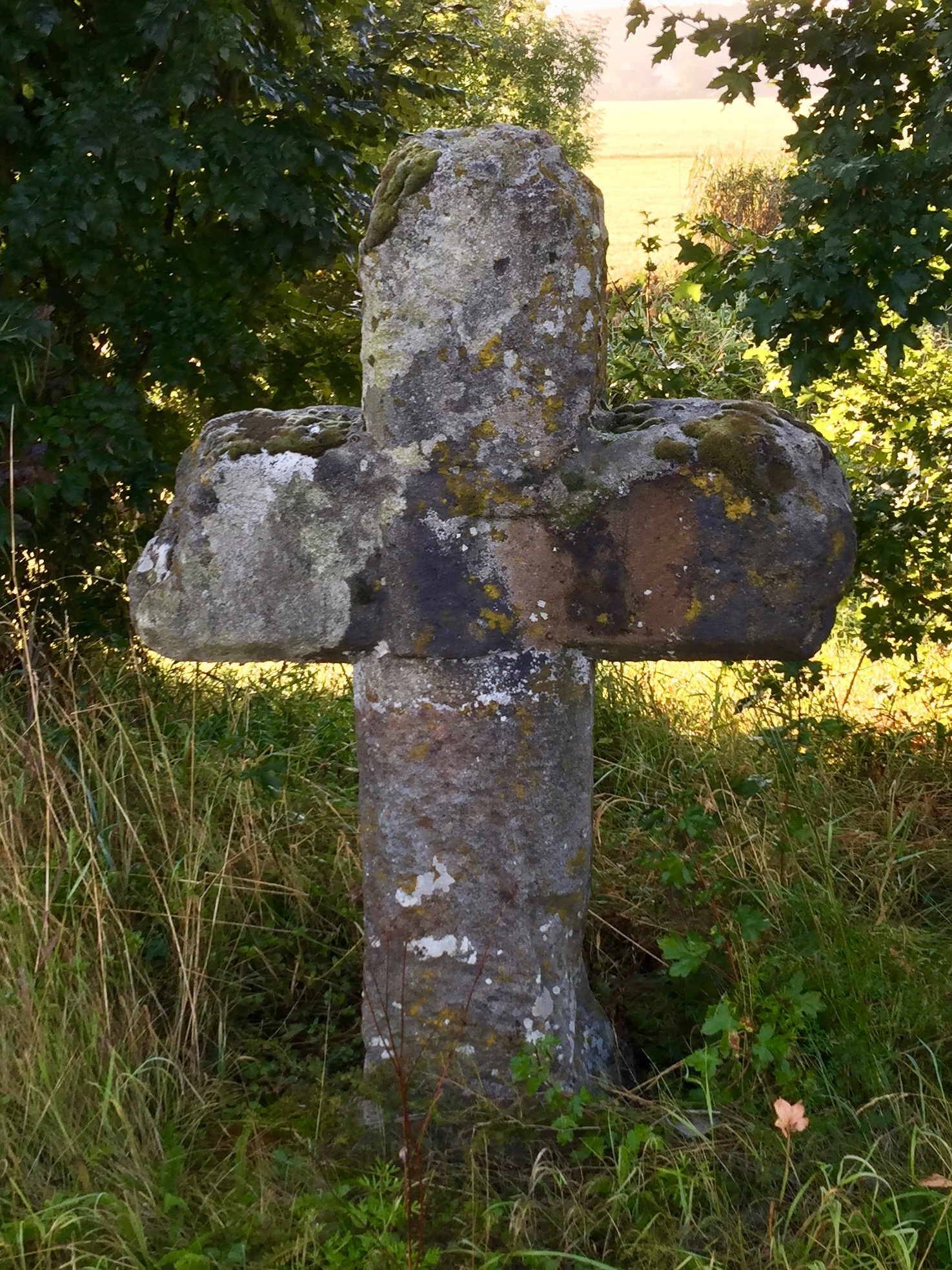
Sühnekreuz bei Mailach

Mailach ist ein Gemeindeteil des Marktes Lonnerstadt im Landkreis Erlangen-Höchstadt (Mittelfranken, Bayern). Die Gemarkung Mailach hat eine Fläche von 4,872 km². Sie ist in 583 Flurstücke aufgeteilt, die eine durchschnittliche Flurstücksfläche von 8357,24 m² haben.

## Geografie
Das Dorf liegt unmittelbar am linken Ufer der Aisch. Der Ort liegt in einer breiten Talebene und ist von Acker- und Grünland mit vereinzeltem Baumbestand umgeben. Im Westen wird die Flur Lehmgrube genannt, im Norden Edelgraben und im Nordosten Boden. Die Bundesstraße 470 führt nach Uehlfeld (2,3 km südwestlich) bzw. nach Lonnerstadt (2,5 km nordöstlich). Eine Gemeindeverbindungsstraße führt nach Weidendorf (0,8 km südlich).

## Geschichte
Der Ort wurde 1327 erstmals urkundlich erwähnt, als das Hochstift Bamberg den Lonnerstädter Ministerialen ein Lehen im Ort übergab. 1348 wurde im Urbar des Hochstifts von der Entfremdung eines Haupthofes durch die Burggrafschaft Nürnberg berichtet. Dass die Burggrafschaft im Ort ebenfalls Lehensherr war, geht aus dem burggräflichen Urbar 1361/64 hervor. Auch die Grafschaft Castell war zu dieser Zeit Lehensherr. 1358 wurde beurkundet, dass Hermann III. zu Castell einen Hof verlieh. 1408 verkaufte Konrad von Lonnerstadt seine Besitzungen an Nürnberger Patrizier. Durch den Dreißigjährigen Krieg – vor allem aber durch eine Pestwelle im Jahr 1627 – wurde der Ort schwer getroffen.
Gegen Ende des 18. Jahrhunderts gab es in Mailach 28 Anwesen. Das Hochgericht übte das bambergische Centamt Höchstadt aus, was aber vom brandenburg-bayreuthische Kasten- und Jurisdiktionsamt Dachsbach strittig gemacht wurde. Die Dorf- und Gemeindeherrschaft hatte das Kasten- und Jurisdiktionsamt Dachsbach. Grundherren waren das Hochstift Bamberg (Amt Höchstadt: 1 Hof, 2 Güter), Brandenburg-Bayreuth (KJA Dachsbach: 3 Güter; Klosteramt Frauenaurach: 1 Gut, 1 Hofrait, 1 Häuslein; Verwaltung Uehlfeld: 1 Schmiede, 1 Schenkstatt, 1 Tropfhaus), die Reichsstadt Nürnberg (Landesalmosenamt-Vogtei Lonnerstadt: 1 Hof, 1 Sölde; Spitalamt: 1 Hof, 1 Gut), Nürnberger Eigenherren (von Behaim: 1 Mühle, 1 Gut, 1 Sölde, von Gugel: 1 Gut, von Haller: 1 Gut, von Marstaller: 1 Haus), Grafschaft Castell (Amt Burghaslach: 1 Sölde), die Schönborn’sche Herrschaft Pommersfelden (1 Gut), Pfarrei Höchstadt (1 Sölde), Pfarrei Uehlfeld (1 Sölde), Pfarrei Lonnerstadt (1 Sölde). Der Gemeinde unterstand 1 Haus.
Von 1797 bis 1810 unterstand der Ort dem Justizamt Dachsbach und Kammeramt Neustadt. 1810 kam Mailach an das Königreich Bayern. Im Rahmen des Gemeindeedikts wurde der Ort dem 1811 gebildeten Steuerdistrikt Uehlfeld zugeordnet. 1813 entstand die Ruralgemeinde Mailach, zu der Sichardshof, Voggendorf und Weidendorf gehörten. Mit dem Zweiten Gemeindeedikt (1818) wurde Voggendorf in die neu gebildete Ruralgemeinde Demantsfürth umgemeindet. Die Gemeinde Mailach war in Verwaltung und Gerichtsbarkeit dem Landgericht Neustadt an der Aisch zugeordnet und in der Finanzverwaltung dem Rentamt Neustadt an der Aisch. In der freiwilligen Gerichtsbarkeit unterstanden in Mailach ein Anwesen dem Patrimonialgericht Pommersfelden (bis 1848) und ein Anwesen dem Herrschaftsgericht Burghaslach (bis 1849). 1840 wurde die Einöde Fallhaus erstmals erwähnt. Am 1. Oktober 1857 wurde die Gemeinde Mailach dem Landgericht Höchstadt und dem Rentamt Höchstadt überwiesen. Ab 1862 gehörte Mailach zum Bezirksamt Höchstadt an der Aisch (1939 in Landkreis Höchstadt an der Aisch umbenannt) und weiterhin zum Rentamt Höchstadt (1919 in Finanzamt Höchstadt umbenannt, 1929–1972: Finanzamt Forchheim, seit 1972: Finanzamt Erlangen). Die Gerichtsbarkeit blieb beim Landgericht Höchstadt (1879 in das Amtsgericht Höchstadt an der Aisch umgewandelt), von 1959 bis 1973 war das Amtsgericht Forchheim zuständig, seitdem ist es das Amtsgericht Erlangen. Die Gemeinde hatte 1961 eine Gebietsfläche von 6,493 km². Nach 1961, jedoch vor 1970 wurde Weidendorf in die Gemeinde Sterpersdorf eingegliedert.
Am 1. Mai 1978 wurde Mailach im Zuge der Gebietsreform nach Lonnerstadt eingegliedert.

### Baudenkmäler
- Haus Nr. 15: Drei Hoftorpfosten
- Haus Nr. 21: Wohnstallhaus
- Haus Nr. 23: Wohnhaus mit Stall und Hofeinfahrt
- Haus Nr. 29: Wohnstallhaus
- Steinkreuz

### Einwohnerentwicklung
Gemeinde Mailach
| Jahr      | 1818   | 1840   | 1852   | 1855   | 1861   | 1867   | 1871   | 1875   | 1880   | 1885   | 1890   | 1895   | 1900   | 1905   | 1910   | 1919   | 1925   | 1933   | 1939   | 1946   | 1950   | 1952   | 1961   | 1970   |
| Einwohner | 280    | 292    | 313    | 307    | 305    | 323    | 297    | 313    | 320    | 317    | 295    | 295    | 277    | 268    | 263    | 271    | 277    | 255    | 248    | 477    | 396    | 338    | 283    | 233    |
| Häuser    | 45     | 45     |        |        |        |        | 48     |        |        | 52     | 53     |        | 52     |        |        |        | 55     |        |        |        | 52     |        | 54     |        |
| Quelle    | [ 14 ] | [ 15 ] | [ 16 ] | [ 16 ] | [ 17 ] | [ 18 ] | [ 19 ] | [ 20 ] | [ 21 ] | [ 22 ] | [ 23 ] | [ 16 ] | [ 24 ] | [ 16 ] | [ 25 ] | [ 16 ] | [ 26 ] | [ 16 ] | [ 16 ] | [ 16 ] | [ 27 ] | [ 16 ] | [ 10 ] | [ 28 ] |

Ort Mailach
| Jahr      | 001818 | 001840 | 001861 | 001871 | 001885 | 001900 | 001925 | 001950 | 001961 | 001970 | 001987 | 002020 |
| Einwohner | 211    | 215    | 245    | 233    | 261    | 232    | 236    | 353    | 249    | 233    | 198    | 175    |
| Häuser    | 32     | 34     |        |        | 42     | 42     | 47     | 45     | 47     |        | 50     |        |
| Quelle    | [ 14 ] | [ 15 ] | [ 17 ] | [ 19 ] | [ 22 ] | [ 24 ] | [ 26 ] | [ 27 ] | [ 10 ] | [ 28 ] | [ 29 ] | [ 2 ]  |

## Religion
Der Ort ist seit der Reformation evangelisch-lutherisch geprägt und nach St. Oswald  (Lonnerstadt) gepfarrt. Die Einwohner römisch-katholischer Konfession sind nach St. Georg (Höchstadt an der Aisch) gepfarrt.